# Cloyne
Cloyne est une petite ville d'Irlande dans le comté de Cork à 26 kilomètres à l'est de Cork.